# Parafia św. Stanisława Kostki w Toronto
Parafia św. Stanisława Kostki w Toronto (ang. St. Stanislaus Kostka Parish) – parafia rzymskokatolicka położona w Toronto, w prowincji Ontario w Kanadzie.
Jest ona parafią wieloetniczną w archidiecezji Toronto, z mszą w języku polskim dla polskich imigrantów. Prowadzą ją ojcowie oblaci.
Ustanowiona w 1911 roku, była pierwszą parafią, założoną przez polskich imigrantów w Toronto. Parafia została dedykowana św. Stanisławowi Kostce.

## Historia
Według informacji wyrytej w kamieniu węgielnym, wbudowanym w północno-wschodnim narożniku kościoła, oryginalnie budynek główny i sala parafialna wybudowane zostały w roku 1879 jako West Presbyterian Church. 15 kwietnia 1911 roku, został nabyty i przerobiony dla użytku Polaków w Toronto, przez szambelana papieża Piusa X, Eugeniusza 0'Keefe i jego córkę Helenę McLean French. Pierwszym proboszczem nowej parafii został ks. Józef Hinzman.

## Grupy parafialne
- Towarzystwo Różańcowe
- Towarzystwo Imienia Jezus
- Trzeci Zakon
- Sodalicja Mariańska
- Rycerze Kolumba
- Grupa "Stokrotki"
- Fundusz Jana Pawła II dla polskich sierot
- Klub Seniora

## Nabożeństwa w j. polskim
- Sobota – 17:30
- Niedziela – 9:30, 11:00